# Panbeh Zabān
Panbeh Zabān (persiska: پَنبِه زَنان, پنبه زبان, Panbeh Zanān) är en ort i Iran.   Den ligger i provinsen Zanjan, i den nordvästra delen av landet, 260 km väster om huvudstaden Teheran. Panbeh Zabān ligger 1 905 meter över havet och antalet invånare är 469.
Terrängen runt Panbeh Zabān är kuperad åt nordost, men åt sydväst är den platt. Terrängen runt Panbeh Zabān sluttar söderut. Runt Panbeh Zabān är det ganska tätbefolkat, med 108 invånare per kvadratkilometer. Närmaste större samhälle är Zarrīnābād, 13,4 km sydväst om Panbeh Zabān. Trakten runt Panbeh Zabān består i huvudsak av gräsmarker.